# Gairich
Gairich är ett berg i Storbritannien.   Det ligger i kommunen Highland och riksdelen Skottland, i den nordvästra delen av landet, 700 km nordväst om huvudstaden London. Toppen på Gairich är 903 meter över havet, eller 538 meter över den omgivande terrängen. Bredden vid basen är 4,6 km. Gairich ligger vid sjön Loch Quoich.
Terrängen runt Gairich är huvudsakligen kuperad. Trakten runt Gairich är nära nog obefolkad, med mindre än två invånare per kvadratkilometer. Det finns inga samhällen i närheten. Trakten runt Gairich består i huvudsak av gräsmarker.